# 黄峻山
黄峻山（1921年—），曾用名黄崇，男，河南叶县人，中华人民共和国政治人物，曾任陕西省政协副主席，第七、八届全国政协委员。

## 生平
1943年毕业于西北农学院，历任鲁苏皖豫边区学院教员，河南省建设厅技士、观察员，河南叶县昆阳中学校长，宝鸡市惠工中学教导主任。中华人民共和国建国后，加入中国民主建国会，历任宝鸡市大新面粉厂、人民面粉厂厂长，宝鸡市副市长，宝鸡市人大常委会副主任，全国工商联执委、陕西省工商联副主任委员，陕西省第六届政协副主席。是第七届全国政协委员。
1958年，被所在单位划为“右派分子”，遭省政协撤销省政协委员资格。1978年中共中央11号、55号文件下达后，予以改正。